# Charro Negro (cóctel)
El Charro Negro es un cóctel combinado originario de México. Incluye tequila, lima (o en su defecto, limón) y gaseosa de cola. Adicionalmente se puede escarchar el borde del vaso con sal, o agregar una pizca a la mezcla. Idealmente se sirve en vaso de tubo, también llamado vaso Collins, que permite mantener por más tiempo la efervescencia de las bebidas gaseosas.
El nombre está inspirado por la leyenda popular mexicana del Charro Negro.

## Variantes
- Negro 70[3]
- Cubalibre, en vez de tequila, usarse ron.

## Otros cócteles mexicanos
- Margarita
- Michelada